# Megalopta purpurata
Megalopta purpurata är en biart som beskrevs av Smith 1879. Megalopta purpurata ingår i släktet Megalopta och familjen vägbin. Inga underarter finns listade i Catalogue of Life.